# Финляндия на летних Олимпийских играх 1972
На Летних Олимпийских играх 1972 года Финляндию представляло 96 спортсменов (89 мужчин и 7 женщин), выступивших в 16 видах спорта. Они завоевали 3 золотых, 1 серебряную и 4 бронзовых медали, что вывело финскую сборную на 14-е место в неофициальном командном зачёте.

## Медалисты
| Медаль  | Спортсмен                                 | Вид спорта            | Дисциплина                      |
| ------- | ----------------------------------------- | --------------------- | ------------------------------- |
| Золото  | Пекка Васала                              | Лёгкая атлетика       | Мужчины, 1500 м                 |
| Золото  | Лассе Вирен                               | Лёгкая атлетика       | Мужчины, 5000 м                 |
| Золото  | Лассе Вирен                               | Лёгкая атлетика       | Мужчины, 10 000 м               |
| Серебро | Рейма Виртанен                            | Бокс                  | Мужчины, до 75 кг               |
| Бронза  | Тапио Кантанен                            | Лёгкая атлетика       | Мужчины, 3000 м с препятствиями |
| Бронза  | Кюёсти Лаасонен                           | Стрельба из лука      | Мужчины, личное первенство      |
| Бронза  | Ристо Хурме Вейкко Салминен Мартти Кетеля | Современное пятиборье | Мужчины, командное первенство   |
| Бронза  | Ристо Бьёрлин                             | Греко-римская борьба  | Мужчины, до 57 кг               |